# Новый (Новоленинское сельское поселение)
Но́вый — хутор в Тимашёвском районе Краснодарского края России.
Входит в состав Новоленинского сельского поселения.

## История
В 1937 г. постановлением президиума ВЦИК селение Рыково переименовано в хутор Новый.

## Население
| 2002 | 2010 |
| ---- | ---- |
| 494  | ↗605 |

## Улицы
- ул. 12 февраля
- ул. Братьев Чесноковых,
- ул. Выгонная,
- ул. Дружбы,
- ул. Короткая,
- ул. Курганная,
- ул. Свободная,
- ул. Степная,
- ул. Юбилейная[6].